# Plaxton Pointer
Plaxton Pointer (原稱 Reeve Burgess Pointer，後來先後改稱TransBus Pointer 及Alexander Dennis Pointer) 是一款在1990年代生產的單層巴士車身，起初由Plaxton生產，後來改由Transbus/Alexander Dennis生產。

## 歷史
丹尼士飛鏢巴士於1989年面世時, Plaxton子公司Reeve Burgess於1991年生產Pointer車身，初時只推出8.5米版本，闊2.3米，後來更推出9.0米及9.8米車身。Pointer車身亦可裝在富豪B6底盤。
配合丹尼士飛鏢SLF巴士的生產，Pointer車身被重新設計為闊2.4米，設無梯級入口，方便殘疾人士上落。這些經重新設計的Pointer車身亦可裝於富豪B6LE巴士上。不久，該車身換上新頭幅及經全新設計，車尾部分亦有所改良，Pointer 2型車身正式誕生。Pointer 2型車身長度選擇具有更大彈性，配合不同買家需要。9.3米、10.1米、10.7米及11.3米版本稱為"Super Pointer Dart" (SPD)，8.8米版本則稱為"Mini Pointer Dart" (MPD)。
2001年，隨著亞歷山大車身廠併入由Mayflower集團同Henlys集團合資的TransBus International，Plaxton Pointer改稱Transbus Pointer，並取代亞歷山大ALX200車身。
2004年，TransBus重組，Pointer車身生產線遷往Falkirk，Transbus Pointer改稱亞歷山大丹尼士Pointer。
Pointer車身於2006年由亞歷山大丹尼士Enviro 200 Dart取代。

## 相集

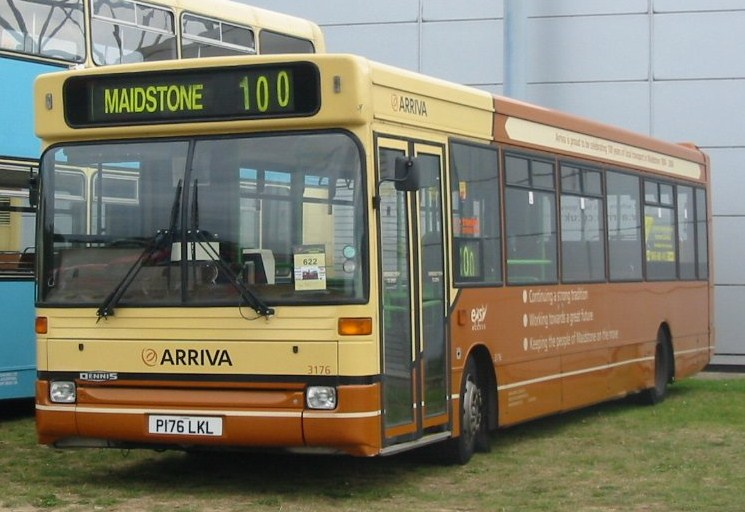
Arriva Kent and Sussex 3176, 配有Plaxton Pointer 1型低地台版車身。 Plaxton Pointer mk1低地台版車身為過渡性產物，最終由 Pointer 2型低地台版車身取代。
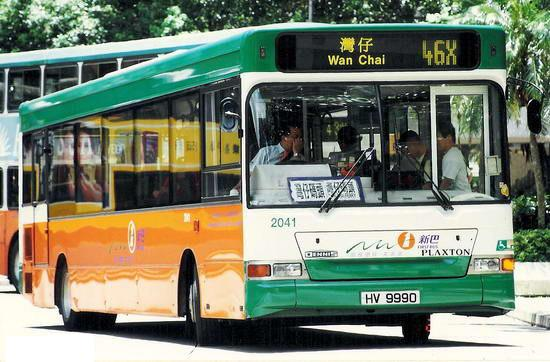
配有Plaxton Pointer 2型低地台版車身的丹尼士飛鏢 SLF.
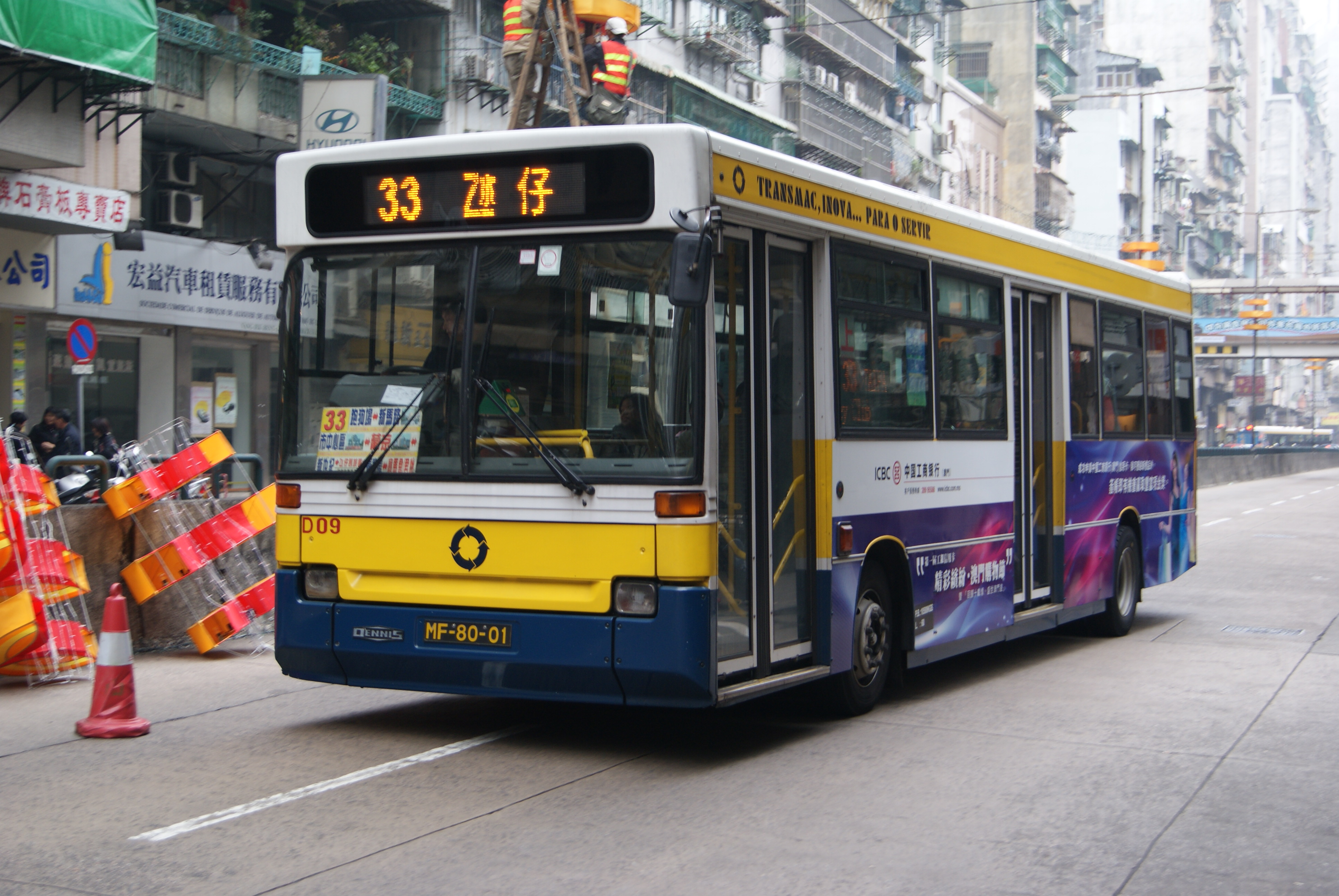
澳門新福利 D09, 配有Plaxton Pointer 1型非低地台雙門版車身。

## 外部連結
- Alexander Dennis Pointer product website